# Hostětice
Obec Hostětice (německy Hostietitz) se nachází v okrese Jihlava v kraji Vysočina. Žije zde 142 obyvatel.

## Název
Název se vyvíjel od varianty Hosczieczicz (1366), na Hostěticích (1447), Hostietitz (1678, 1718, 1720, 1751) až podobám Hosietitz a Hostětice v letech 1846 a 1872). Místní jméno vzniklo přidáním přípony -ice k osobnímu jménu Hosťata a znamenalo ves lidí Hosťatových. Pojmenování je rodu ženského čísla pomnožného, genitiv Hostětic.

## Historie
První písemná zmínka o obci pochází z roku 1366. V roce 1961 se místní částí staly Částkovice.

## Přírodní poměry
Hostětice leží v okrese Jihlava v Kraji Vysočina. Nachází se 3 km západně od Telče. Geomorfologicky je oblast součástí Křižanovské vrchoviny a jejího podcelku Brtnická vrchovina, v jejíž rámci spadá pod geomorfologický okrsek Třešťská pahorkatina. Průměrná nadmořská výška činí 583 metrů. Nejvyšší bod o nadmořské výšce 615 metrů leží na severní hranici katastru. Obcí protéká Krahulčí potok, západní hranici tvoří bezejmenný tok, který se jižně vlévá do potoka Myslůvka.

## Obyvatelstvo
Podle sčítání 1930 zde žilo v 21 domech 95 obyvatel. 95 obyvatel se hlásilo k československé národnosti. Žilo zde 95 římských katolíků.
| Rok            | 1869 | 1880 | 1890 | 1900 | 1910 | 1921 | 1930 | 1950 | 1961 | 1970 | 1980 | 1991 | 2001 | 2011 |
| Počet obyvatel | 195  | 179  | 180  | 166  | 163  | 157  | 170  | 166  | 165  | 150  | 125  | 144  | 136  | 133  |

| Rok            | 1869 | 1880 | 1890 | 1900 | 1910 | 1921 | 1930 | 1950 | 1961 | 1970 | 1980 | 1991 | 2001 | 2011 |
| Počet obyvatel | 103  | 94   | 94   | 88   | 86   | 82   | 95   | 98   | 86   | 78   | 61   | 82   | 73   | 64   |

## Obecní správa a politika

### Místní části, členství ve sdruženích
Obec se člení na 2 místní části (Částkovice a Hostětice), které leží na 2 katastrálních území („Částkovice u Hostětic“ a „Hostětice“), na nichž se nacházejí 2 stejnojmenné základní sídelní jednotky. Hostětice jsou členem Mikroregionu Telčsko a Místní akční skupiny Mikroregionu Telčsko.

### Zastupitelstvo a starosta
Obec má sedmičlenné zastupitelstvo, v jehož čele stojí starosta Jiří Kadlec.
| Období    | Voliči | Účast v % | Mandáty | Výsledky                             | Starosta      |
| --------- | ------ | --------- | ------- | ------------------------------------ | ------------- |
| 2002–2006 | 115    | 53,91     | 7       | 7 SNK I                              | Antonín Misař |
| 2006–2010 | 108    | 50,93     | 7       | 7 SNK I                              | Antonín Misař |
| 2010–2014 | 105    | 45,71     | 7       | 7 NEZÁVISLÍ KANDIDÁTI                | Jiří Kadlec   |
| 2014–2018 | 112    | 74,11     | 7       | 4 SNK Obce Hostětice 3 ZA NOVOU OBEC | Jiří Kadlec   |

## Hospodářství a doprava
V obci sídlí firmy EXTE SPOJ s.r.o., EXTE spol. s r.o., Farrell Properties, s.r.o., DALMA TRANS s.r.o., TELUX TRADING, a.s., H-BUS s.r.o. a 1.Tabáková, zemědělská společnost LEONARD a.s. a půjčovna šatů s krejčovstvím. Obcí prochází silnice III. třídy č. 11261 z Částkovic do Telče. Dopravní obslužnost zajišťují dopravci ICOM transport a ČSAD Jindřichův Hradec. Autobusy jezdí ve směrech Dačice, Mrákotín, Telč, Jindřichův Hradec, Blažejov, Kunžak, Strmilov, Studená, Nová Říše a Želetava. Obcí prochází cyklistické trasy č. 5124 z Částkovic do Krahulčí a č. 1113 z Částkovic do Telče.

## Školství
Místní děti dojíždějí do základních škol v Telči a v Krahulčí.

## Pamětihodnosti
- Pamětní kámen